# 平坂寛
平坂 寛（ひらさか ひろし、1985年9月10日 - ）は、日本のフリーライター、YouTuberである。大学院在学中に生物系ライターとしての活動を開始し、「生き物を五感で感じること」をモットーに、世界各地の様々な生物を「獲って、触って、食べる」ことをライフワークとしている。

## 来歴

### 生い立ち
1985年9月10日、長崎県長崎市で誕生する。父親は長崎で古書店を営んでおり、ヤムシの研究者としてブラジルから長崎に留学していた母親と結婚した。幼少期より生き物が好きであり、はじめて覚えた生き物の名前は「ドウガネブイブイ」だった。幼稚園に入園して以降はさらに生き物に傾倒するようになり、友人と空き地や茂みに潜り込んでは昆虫やクモ、カナヘビなどを捕まえていた。
1992年4月、長崎市立西町小学校に入学。魚釣りに興味を持ちはじめた平坂は、社会科の授業で教わったブラックバスを釣ってみたいと考えるようになる。父方の祖父母の家近くにある池で、ブラックバスを釣ることに成功した彼は、この魚を食べてみたいと感じた。ブラックバスは一般にはキャッチ・アンド・リリースを前提とするゲームフィッシングの対象であり、「まずくて食べられない」と言われることもある魚であったが、三枚におろされ、フライにされたブラックバスは非常においしいものだった。また、ブラックバスは、淡水魚であるにもかかわらず海の魚のような味がし、フナのような泥臭さもなかった。彼はこのことを疑問に持ち、この魚が分類学的にはスズキの近縁で、進化の過程で淡水に棲むようになった二次淡水魚であること、フナの泥臭さは雑食性であることに由来しており、ブラックバスは肉食性であるゆえに泥臭さがないことを知った。
この経験を通し、平坂は「生き物の『本当の姿』は自分自身の目で見て、触れて、確かめてみないとわからない」ことを知り、また、「見た目に左右されず、いろいろな生き物を食べてみよう」と考えるようになった。生き物のことをさらに深く知りたいと考えた平坂は、父親の古書店にある自然科学系の書籍や図鑑のうち、気になったものを「片っ端から」読んだ。このなかで、彼はアンリ・ファーブルや白土三平、ジェラルド・ダレルのように、自分でも生き物に関する本を書きたいと考え、生物系の研究者を志すようになった。
1998年4月、長崎市立緑が丘中学校に入学。中学に入学して以降、平坂は思春期の感情から生き物とあまり触れ合わないようになった。中学校では弓道部に所属。
2001年4月、長崎県立長崎北高等学校に進学。高校ではバドミントン部に所属し、小学生のときには気にもとめていなかった勉強にも取り組むようになり、高校生活の終わりごろには再び生物学者になりたいという夢をもつようになった。
2004年4月、琉球大学理学部海洋自然学科に入学。琉球大学は学生の過半数が沖縄県の出身者である「地域密着型」の大学であるが、海洋自然学科は例外的に、亜熱帯に属し生物多様性が豊かな同地域にあこがれた本土の生き物好きが多く進学する学科であった。平坂はキャンパス周辺の湖沼や河川、森林でプレコやグッピーといった外来魚を追い、ハブにおびえながら昆虫を探した。また、あるときは友人と夜の海に出かけ、魚や危険な生き物を捕まえた。「獲って、触って、食べる」という平坂のスタイルの原型は、沖縄での学部生時代につくられたという。

### 生物ライター、「生き物ハンター」としての活動
大学卒業後は筑波大学大学院生命環境科学研究科に進学するが、その中でひとつのテーマに集中し続けないといけない研究者のライフスタイルと、多くのテーマを広く浅く知りたいという自分の気質が一致していないことに気づく。
2010年、悶々とした気持ちを抱えていた平坂は、コンテンツポータルサイトである『デイリーポータルZ』がライターを募集していることを知る。研究者にならなくとも、記事を書いていれば本を出せるかもしれないと考えた彼は、アオミオカタニシを取材した記事原稿を編集部に送付する。平坂の初原稿である「超かわいいカタツムリを探して」は2011年3月26日にサイトに掲載された。平坂は、自らの生き物に対する思いを他者に伝えられる場所を得たことに手ごたえを感じ、大学院を休学し、「生物ライター」としての活動を開始した。平坂はライターとして2週間に1度、記事を投稿することが求められたが、取材費は自腹であったため、格安チケットと高速バスで日本全国を飛び回り、取材をしない日には大学の資料整理や日雇いといったアルバイトに勤しんだ。また、実家である古書店でも働いていた。
2013年、博士前期課程を修了した。同年11月5日には『週刊プレイボーイ』で特集記事を組まれ、「黒いさかなクン」として紹介された。また、同年12月22日にはTBSテレビの特別番組である『岡村隆史の世界の秘境で巨大生物を捕獲せよ 世界モンスターハント』に「深海魚ハンター」として出演した。
2014年9月12日、著書『外来魚のレシピ 捕って、さばいて、食ってみた』を上梓した。同著は平坂がそれまでデイリーポータルZに掲載した外来魚の捕獲・試食記事をまとめたものに、アフリカマイマイとウォーキングキャットフィッシュの書き下ろし記事を加えたものである。
2015年10月30日、著書『深海魚のレシピ 釣って、拾って、食ってみた』を出版。
2017年2月6日、『講談社の動く図鑑 MOVE』公式サイトで連載『モンスターハンター平坂寛の びっくり！ 生きもの烈伝』を担当する。同年7月7日には著書『喰ったらヤバいいきもの』を出版する。
2018年8月26日、毎日放送のドキュメンタリー番組である『情熱大陸』に出演する。
2020年3月5日、高知県の公益財団法人である黒潮生物研究所の客員研究員となり、深海魚の採集プロジェクトに参画した。
2021年7月、『たくさんのふしぎ』シリーズの一冊として『釣って 食べて 調べる 深海魚』を出版する。
2022年6月27日、著書『見たことのないものをつかまえたい！世界の変な生き物探訪記』を出版、同年7月21日に著書『刺された! 噛まれた! 危険・有毒虫図鑑』を出版。

## YouTubeチャンネル
YouTubeチャンネルの登録日は2011年9月27日となっているが、現在確認できる最も古い動画は2020年1月30日に投稿されたものである。投稿動画の多くは、人体にとって有害である危険生物を対象として、自ら「刺されてみた」「噛まれてみた」といった内容のほか、本来食用には適さない生物や植物を「食べてみた」など、体を張った内容が多い。こういった内容は、生物に対して興味を持ってもらうためにエンターテイメント性を重視した結果であり、専門家目線での学術的な情報は意図的に省いている。一見無謀な行為にも思えるが、多数の死亡例が報告されているような極めて危険な生物や、全く情報のない未知の生物を対象とすることはなく、また「動画作りの5か条」の中で「死なない」を掲げており、撮影は万が一の事態に備え必ず複数人で行い、異常が出た場合はすぐに医療機関へ掛かれる体制を整えるなど、万全を期している。

## 著書
- 平坂寬『外来魚のレシピ 捕って、さばいて、食ってみた』地人書館、2014年。ISBN 9784805208793。
- 平坂寬『深海魚のレシピ 釣って、拾って、食ってみた』地人書館、2015年。ISBN 9784805208915。
- 平坂寬『喰ったらヤバいいきもの』主婦と生活社、2017年。ISBN 9784391150452。
- 平坂寬『釣って 食べて 調べる 深海魚』福音館書店、2021年。
- 平坂寬『見たことのないものをつかまえたい！世界の変な生き物探訪記』偕成社、2022年。ISBN 9784036363100。
- 平坂寬『刺された! 噛まれた! 危険・有毒虫図鑑』カンゼン、2022年。ISBN 9784862556516。